# Karl Grobben
Karl Anton Mathias Grobben, född 27 augusti 1854 i Brünn (nu Brno i Tjeckien), död 13 april 1945 i Salzburg, var en österrikisk zoolog.
Grobben blev professor i zoologi vid universitetet i Wien 1893. Han utgav många arbeten rörande ryggradslösa djurs, särskilt blötdjurs och kräftdjurs, morfologi. Han arbetade också med att förbättra systematiken, dels för kräftdjuren, dels för djurriket i stort. Stor spridning fick hans bearbetning av Carl Friedrich Wilhelm Claus "Lehrbuch der Zoologie" (1910). Grobben är upphovsman till begreppen protostomier och deuterostomier. Han var ledamot av Vetenskapssocieteten i Uppsala.